# Metagonia jarmila
Metagonia jarmila là một loài nhện trong họ Pholcidae. Loài này được phát hiện ở Belize.